# Conceição do Almeida
Conceição do Almeida es un municipio brasileño del estado de Bahía. Su población estimada en 2004 era de 17.863 habitantes.

## Hidrografía
- Río Mucambo
- Río Jaguaripe

## Carreteras
BR 101 y BR 242

## Administración
- Prefecto: Adailton Campos Sobral (2009/2012)
- Viceprefecto: Dr. Armando Neves
- Presidente de la cámara: Claudio Rodolfo Borges Coni (2011/2012)